# 马利热
马利热（法語：Malijai，法語發音：[maliʒɛ]）是法国上普罗旺斯阿尔卑斯省的一个市镇，属于迪涅莱班区。

## 地理
马利热（44°2'45"N, 6°1'49"E）面积26.56 平方千米，位于法国普罗旺斯-阿尔卑斯-蓝色海岸大区上普罗旺斯阿尔卑斯省，该省份为法国东南部内陆省份，北起上阿尔卑斯省，西接沃克吕兹省，西北接德龙省，南至瓦尔省，东临滨海阿尔卑斯省，东北部与意大利接壤。
与马利热接壤的市镇（或旧市镇、城区）包括：勒沙福-圣瑞尔松、莱斯卡勒、萊梅、米拉博、皮米歇尔、圣让内。

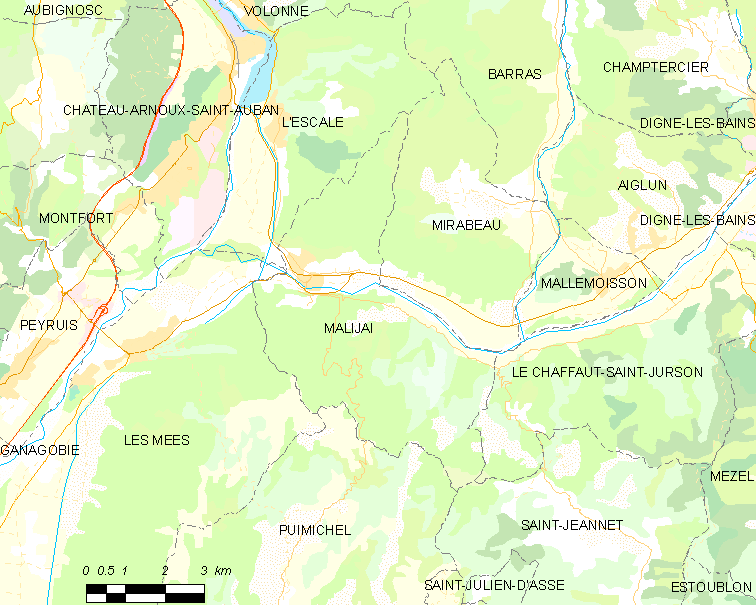
马利热的OSM定位图

马利热的时区为UTC+01:00、UTC+02:00（夏令时）。

## 行政
马利热的邮政编码为04510、04350，INSEE市镇编码为04108。

## 政治
马利热所属的省级选区为迪涅莱班第二县。

## 人口

1962-2008年间马利热人口变化图示

马利热于2022年1月1日时的人口数量为2019人。